# Novo Ensino Médio
O Novo Ensino Médio foi uma política governamental educacional brasileira que durou de 2017 a 2024. Instituída pela lei federal 13 415 de 2017, a partir da conversão da medida provisória 746 de 2016 (MP 746/2016) em lei federal ordinária. foi posteriormente alterada pela lei federal 14.945 de 2024 que instituiu a Política Nacional de Ensino Médio .
A política provocou a reforma do ensino médio, tal como ficou popularmente conhecida desde que foi apresentada pelo Governo Michel Temer em 22 de setembro de 2016. Ela visou flexibilizar as disciplinas dadas aos alunos do ensino médio no Brasil, estabelecendo disciplinas obrigatórias e disciplinas opcionais, dentre as quais o estudante deve escolher. A medida também prevê aumento da carga horária ao longo dos anos. O então ministro da Educação, Mendonça Filho, acreditava que a reforma ajudaria a combater a evasão escolar, e estimular a ampliação do ensino em tempo integral. Críticos da reforma dizem que ela irá precarizar o ensino básico no Brasil.
No dia 8 de fevereiro de 2017, a medida provisória foi aprovada no Senado por 43 votos a 13, e foi sancionada pelo Presidente da República no dia 16 de fevereiro. O texto aprovado divide o conteúdo do ensino médio em uma parte de 60% para disciplinas obrigatórias, a serem definidas futuramente pela Base Nacional Comum Curricular (BNCC), e 40% para que o aluno escolha uma área genérica de interesse entre as seguintes opções: linguagens, matemática, ciências humanas, ciências da natureza e ensino profissional.
As escolas tiveram um prazo para aumentar a carga horária das 800 horas anuais para mil horas (ou de quatro horas diárias para cinco horas diárias), visando implantar gradualmente o ensino dito "de tempo integral". Futuramente, a carga horária anual deve chegar a 1.400, mas não há prazo estipulado para esta meta, que deve ser oficializada no PNE 2025-2035.

## Antecedentes
Propostas de reforma do ensino médio vêm sendo discutida há anos. A mais notória estava em tramitação na Câmara dos Deputados sob o projeto de lei n.º 6 840 de 2013, do deputado federal por Minas Gerais Reginaldo Lopes, filiado ao Partido dos Trabalhadores, e foi amplamente debatida. Porém, segundo o Ministério da Educação, a tramitação desse PL ficou aquém da urgência da reforma, e portanto, o uso de uma medida provisória seria justificado.

## Definições e objetivos
O currículo do ensino médio ficou definido pela Base Nacional Comum Curricular (BNCC), elaborada pelo Ministério da Educação, e a língua inglesa passou a ser a disciplina obrigatória no ensino de língua estrangeira, a partir do sexto ano do ensino fundamental, entre outras mudanças. Um dos objetivos do projeto é incentivar o aumento da carga horária para cumprimento da meta 6 do Plano Nacional de Educação (PNE), que prevê que, até 2024, 50% das escolas e 25% das matrículas na educação básica estejam no ensino de tempo integral.

## Recepção e repercussão

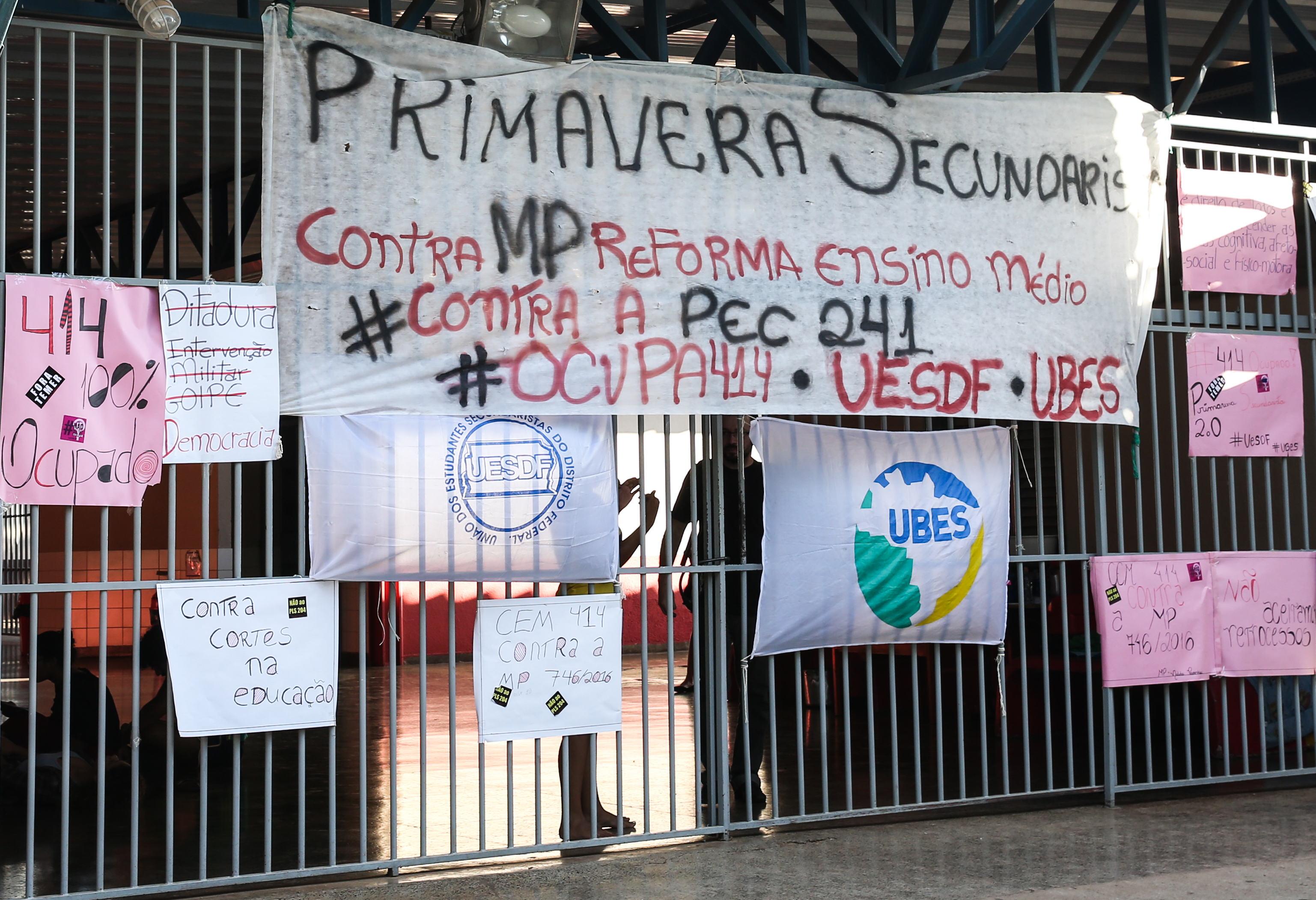
Estudantes secundaristas ocupam escola contra a reforma em Brasília.

A proposta de reforma é considerada controversa e dividiu as opiniões dos educadores. Estudantes que realizaram grandes mobilizações em todo o país, em especial nos estados de Minas Gerais e Paraná, posicionaram-se contra a reforma. Por outro lado um dos principais elogios à proposta refere-se à flexibilização das disciplinas. O deputado Thiago Peixoto (PSD-GO) avaliou que parte dos protestos se deve à desinformação quanto ao conteúdo da medida provisória.

Essas mobilizações são legítimas, mas eu faço algumas perguntas: tem alguém contra a escola em tempo integral e a quase dobrar a quantidade de horas/aula que temos hoje? Tem alguém contra o jovem ter um protagonismo forte no nosso ensino médio? Então, eu não consigo entender as motivações contra a reforma do ensino médio.— Thiago Peixoto
Dentre os críticos da reforma, pode-se citar Daniel Cara, coordenador-geral da Campanha Nacional pelo Direito à Educação.
Um cidadão do Rio Grande do Sul enviou para o Senado Federal, por meio do Portal e-Cidadania, uma sugestão de lei para tornar obrigatórias as disciplinas de filosofia e sociologia no Ensino Médio, um dos pontos mais controversos da reforma. A sugestão foi transformada pela Comissão de Direitos Humanos no Projeto de Lei n° 2579 de 2019, propondo a inclusão da filosofia e da sociologia como matérias obrigatórias nos três anos do ensino médio.

## Protestos pela revogação do novo ensino médio
Os protestos pela revogação do novo ensino médio ocorreram no dia 15 de março de 2023 em 56 cidades do Brasil. O novo formato para o ensino médio se tornou obrigatório no ano anterior e tem sido alvo de muitas críticas, principalmente em relação à redução da carga horária de disciplinas tradicionais. Os manifestantes, em sua maioria estudantes secundaristas, pediam ao Governo Lula a revogação do modelo atual, enquanto o ministro da Educação, Camilo Santana, admitia apenas que era necessário fazer "ajustes".
Em junho de 2021, o Ministério da Educação anunciou o cronograma de aplicação da reforma do ensino médio, que começará, segundo o Ministério, em 2022, até 2024, quando o ENEM será alinhado ao Novo Ensino Médio. Após protestos e críticas por estudantes e entidades civis, o cronograma da reforma foi suspenso por 90 dias.
Em outubro de 2023 o Ministério submeteu ao congresso o PL 5230/2023 com alterações à reforma de 2017, que converteu-se na lei 14.945 de 2024 e realizou diversas alterações que ficou popularmente conhecida como a "Reforma da Reforma". O MEC também deixou de utilizar o termo "Novo Ensino Médio" e passou a se referir a política como "Política Nacional de Ensino Médio"